# Nikołaj Usienko
Nikołaj Iljicz Usienko (ros. Николай Ильич Усенко, ur. 22 grudnia 1924 we wsi Kamienka w rejonie irbiejskim w Kraju Krasnojarskim, zm. 21 marca 1996 w Krasnojarsku) – radziecki wojskowy, czerwonoarmista, Bohater Związku Radzieckiego (1944).

## Życiorys
Urodził się w rodzinie chłopskiej. W 1930 jego rodzina została rozkułaczona i przymusowo przesiedlona do rejonu kieżemskiego podczas kolektywizacji. Skończył 6 klas, pracował jako drwal oraz wioślarz na Angarze. W październiku 1942 został powołany do armii, przeszedł szkolenie na łącznościowca. Od stycznia 1943 był na froncie wojny z Niemcami, walczył na Froncie Północno-Zachodnim, Centralnym i Woroneskim. Brał udział w bitwie pod Diemiańskiem w lutym 1942 i w walkach o Starą Russę w marcu 1943 (części operacji Polarna Gwiazda), później w bitwie kurskiej i operacji orłowskiej latem 1943, a od 26 sierpnia do 30 września 1943 w operacji czernihowsko-prypeckiej, w tym w forsowaniu Desny. Szczególnie wyróżnił się w walkach o przyczółek na prawym brzegu Dniepru w październiku 1943 jako telefonista batalionu 8 gwardyjskiego pułku powietrznodesantowego 3 Gwardyjskiej Dywizji Powietrznodesantowej 60 Armii. Podczas walk 5-6 października 1943 pod ogniem wroga zapewniał łączność dowódcy batalionu z kompaniami, likwidując liczne przerwy w łączności. Wychodząc na poszukiwanie uszkodzeń linii, wpadł na grupę żołnierzy wroga, których zaatakował granatami i ogniem z karabinu. Gdy batalion został otoczony, a połączenie telefoniczne uszkodzone, przeszedł przez pierścień okrążenia i osobiście przekazał raport dowódcy pułku, co umożliwiło batalionowi wyjście z okrążenia. Podczas wrogiego ostrzału został ciężko ranny i kontuzjowany. Wskutek eksplozji pocisku wroga został ogłuszony i oślepiony, w związku z czym na 6 miesięcy trafił do szpitala i został uznany za niezdolnego do dalszej służby, otrzymał też pierwszą grupę inwalidzką. Mieszkał we wsi Kosoj Byk, później w Krasnojarsku. Jego imieniem nazwano ulice w Kamience i w Irbiejskoje oraz ulicę i bulwar w Kodyńsku.

## Odznaczenia
- Złota Gwiazda Bohatera Związku Radzieckiego (10 stycznia 1944[2])
- Order Lenina (10 stycznia 1944)
- Order Wojny Ojczyźnianej I klasy (11 marca 1985)

I medale.